# Vicente Engonga
Vicente Engonga Maté, mais conhecido como Vicente Engonga (Barcelona, 20 de outubro de 1965), é um treinador e ex-futebolista espanhol que atuava como meio-campo e descendente de  guinéu-equatorianos.

## Carreira

### Clubes
Engonga ficou conhecido por sua passagem pelo Mallorca, clube onde atuou entre 1997 e 2002. Ainda teve passagens por Gimnástica, Sporting Mahonés, Valladolid, Celta de Vigo e Valencia. ainda jogaria por Real Oviedo e Coventry City até se aposentar em 2003.

### Seleção Espanhola
Engonga disputou 14 partidas pela Seleção Espanhola de Futebol entre 1998 e 2000. Ficou de fora da Copa de 1998, mas esteve presente na Eurocopa de 2000. 
Foi reserva durante todo o torneio, tendo disputado uma única partida, contra a Eslovênia. Na verdade, a participação de Engonga na Euro se resumiu a apenas um minuto, tornando-o um dos jogadores com menos tempo de participação em um torneio promovido pela FIFA.

## Treinador
Depois atuou como treinador onde inicialmente comandou a Seleção Guinéu-Equatoriana de Futebol por dois anos e teve uma breve passagem pelo Mallorca B.